# Myiothlypis
Myiothlypis är ett fågelsläkte i familjen skogssångare inom ordningen tättingar. Alla placerades tidigare i släktet Basileuterus. Släktet omfattar 16 arter som förekommer i Latinamerika från Honduras till norra Argentina:
- Caripeskogssångare (M. griseiceps)
- Santamartaskogssångare (M. basilica)
- Citronskogssångare (M. luteoviridis)
- Vitbrynad skogssångare (M. leucophrys)
- Svavelskogssångare (M. flaveola)
- Gråbröstad skogssångare (M. leucoblephara)
- Ljusbent skogssångare (M. signata)
- Svarthättad skogssångare (M. nigrocristata)
- Vattenskogssångare (M. fulvicauda)
- Flodskogssångare (M. rivularis)
- Tvåbandad skogssångare (M. bivittata)
- Chocóskogssångare (M. chlorophrys)
- Cuzcoskogssångare (M. chrysogaster)
- Gråstrupig skogssångare (M. cinereicollis)
- Vittyglad skogssångare (M. conspicillata)
- Ecuadorskogssångare (M. fraseri)
- Rödkronad skogssångare (M. coronata)